# Группа учебного фильма
Группа учебного фильма — режиссерско-сценарная группа, объединявшая в разное время художников, активистов и исследователей из Москвы, Санкт-Петербурга и Нью-Йорка.

## Принципы
«Наш художественный метод неразрывно связан с историей, с этим неудобным и старомодным материалом. История представляет для нас интерес не как занятный увлекательный нарратив или ресурс для извлечения „уроков“, но прежде всего — как незавершенный и продолжающийся процесс, полный побед и поражений». ГРУППА УЧЕБНОГО ФИЛЬМА

## Создание и деятельность
Создана в 2008 году и называлась изначально группа «Фикс Будрайтскис Олейников». Формирование группы произошло в процессе работы над проектом документального фильма о XIV Высочанском съезде Коммунистической партии Чехословакии. Проект «Высочанский съезд» был задуман как активистское исследование и стал впоследствии первым фильмом группы.
Группа стала одним из инициаторов проведения Первомайских конгрессов творческих работников, проходивших в Москве в 2010 и 2011 годах. Группа принимала участие в нескольких проектах 4-й Московской биеннале современного искусства в сентябре 2011 года, в том числе в рамках основного проекта «Переписывая миры».

## Состав
Состав Группы учебного фильма различается от проекта к проекту. В числе участников группы в разное время были художник Евгений Фикс (Нью-Йорк), историк, политический активист и художник Илья Будрайтскис (Москва), художник и активист Николай Олейников (Москва), арт-критик и теоретик современного искусства Давид Рифф (Москва), художница Софья Акимова (Москва/Петербург).

## Участие в выставках и проектах
- «Европейская мастерская: творчество в общем культурном пространстве», Центральный дом художника, Москва, 8—26 июля 2009[6]
- Открытый фестиваль кино «Киношок», Анапа, 13—20 сентября 2009 (в конкурсе короткометражных фильмов «Границы шока»)[7]
- Первомайский конгресс-общежитие творческих работников, проект «Фабрика», Москва, 29—30 апреля 2010
- The Urgent Need to Struggle (Острая необходимость борьбы), Institute of Contemporary Arts, London, 9 сентября — 24 октября 2010 (в рамках выставки творческой платформы «Что делать?»)
- Первомайский конгресс-общежитие творческих работников, Сахаровский центр, Москва, 30 апреля 2011
- Ostalgia, New Museum, New York, 6 июля — 2 октября 2011 (в рамках проекта платформы «Что делать?» «Взлет и падение социализма. 1945—1991»)[8][9]
- «Эскиз публичного пространства», «Аудитория Москва», Москва, 16 сентября — 16 октября 2011
- 4-я Московская биеннале современного искусства, 23 сентября — 30 октября 2011 (в рамках проекта «Переписывая миры» и других проектов)
- Медиа-Удар, Москва, октябрь, 2013

## Фильмы
- Высочанский съезд (2008)
- Гренельские соглашения (2009)
- Забыть 91й (2013)